# Kitaaiki
Kitaaiki (北相木村?) è un villaggio giapponese della prefettura di Nagano.